# Craniophora nigrostriata
Craniophora nigrostriata är en fjärilsart som beskrevs av Arnold Pagenstecher 1889. Craniophora nigrostriata ingår i släktet Craniophora och familjen nattflyn. Inga underarter finns listade i Catalogue of Life.